# 鉄砲木ノ頭
鉄砲木ノ頭（てっぽうぎのあたま）は、神奈川県足柄上郡山北町と山梨県南都留郡山中湖村との境界にある山である。丹沢山地の最西部に位置し標高は1,291m。別名、明神山（みょうじんやま）とも呼ばれる。

## 概要
西山麓の山中湖畔に国道413号が通る。南約1.2 kmに三国山が隣接する。山頂には山中諏訪神社があり、三等三角点（点名「中野村（二）」）が設置されている。三国山との鞍部の三国峠を山梨県道730号・神奈川県道730号・静岡県道147号山中湖小山線が通る。山梨県道730号・神奈川県道730号・静岡県道147号山中湖小山線沿いにあるパノラマ台と三国峠から登山道が開設されている。山頂からの眺めが良い山として知られており、富士山や山中湖などを望むことができる。

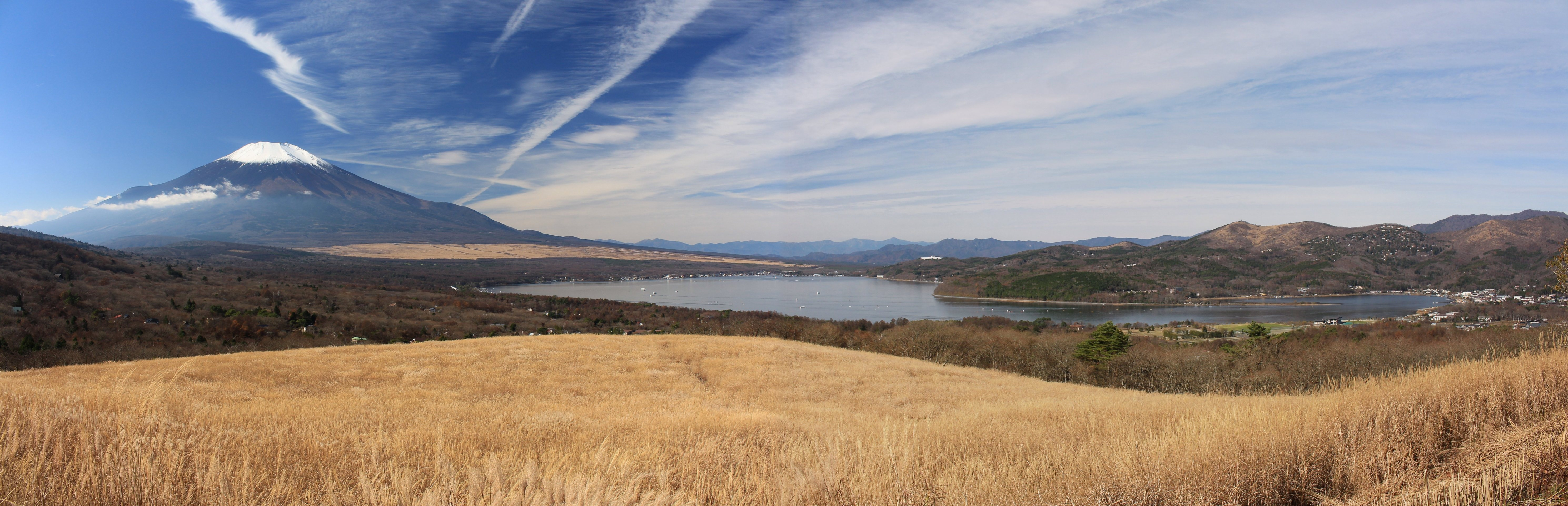
西山腹から望む富士山と山中湖
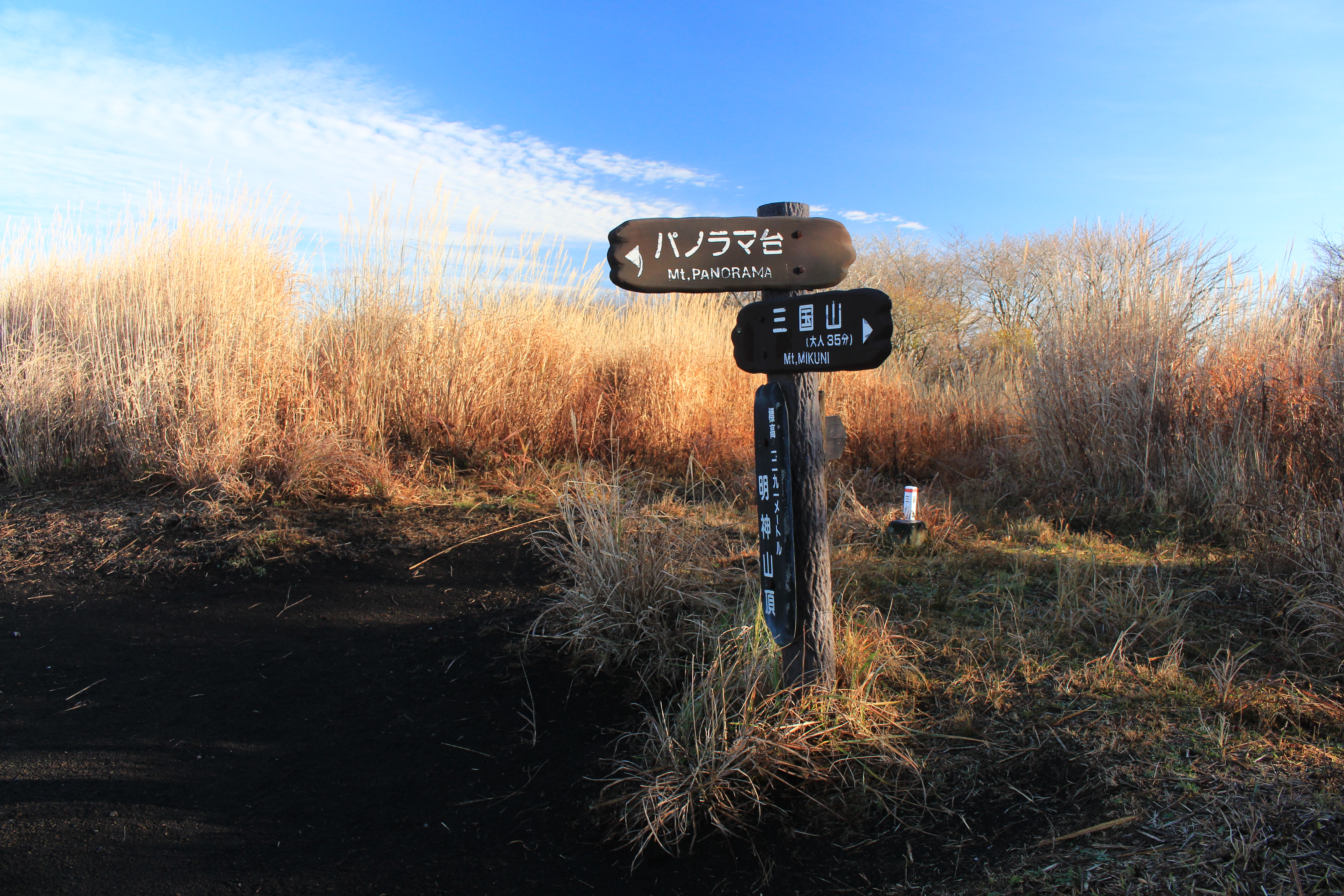
鉄砲木ノ頭（明神山）頂上の三角点と登山道の標識

## 登山
富士急行線富士山駅から富士急山梨バスで、撫岳荘前までおよそ50分。パノラマ台を経て鉄砲木ノ頭山頂まではおよそ2.2km、1時間弱のコースタイムとなっている。スタート地点の標高がほぼ1,000mのため、高低差は300m程度。山頂の山中諏訪神社奥宮の後方に、切通峠への登山道がある。樹林帯の穏やかな尾根道をたどると切通峠（標高1048m）につく。切通峠からは平野バス停へと下っていけるが、途中の分岐で高指山（標高1174m）へ寄ることも出来る。